# Московская международная киношкола
Московская международная киношкола (Государственное бюджетное профессиональное образовательное учреждение города Москвы «Киноколледж № 40 «Московская международная киношкола» — ГБПОУ Киноколледж № 40) — государственное учебное заведение основного общего и среднего специального образования по специальностям, связанным с кинопроизводством и актёрским ремеслом. Основано в 1991 году. Расположено по адресу улица Шаболовка, дом 44.

## История
Московская международная киношкола была образована на базе киностудии московского городского Дворца пионеров на Ленинских горах. Киностудия открылась в 1972 году под руководством Аллы Ивановны Степановой при фотокружке.
Степанова добилась, чтобы киностудия из внеклассного кружка стала средним образованием: старшие классы (9-11) занятия кино были открыты во Дворце пионеров.
22 мая 1991 года московский департамент образования, Министерство культуры и Всероссийский государственный институт кинематографии на базе этих классов учредили «Московскую международную киношколу» № 1318 — это была средняя общеобразовательная школа с углубленным изучением предметов области знаний «Искусство».
В 2001 году школа заняла часть здания средней общеобразовательной школы № 118 на улице Строителей, 15. Однако до 2007 года киношкола не обладала официальными документами, устанавливающих её право пользование занимаемыеми помещениями.
26 февраля 2007 года мэром Москвы Юрием Лужковым было издано распоряжение об изъятии части помещений площадью 701,6  м² у школы № 118 и передачи их школе № 1318.
Летом 2012 года киношкола была преобразована в ГБОУ СПО города Москвы Киноколледж № 40 «Московская международная киношкола». Департамент образования выделил учреждению здание площадью 7800  м² по адресу Шаболовка, 44.
30 декабря 2015 года была переименована в Государственное бюджетное профессиональное образовательное учреждение города Москвы «Киноколледж № 40 «Московская международная киношкола».

## Киноколледж 40
В киноколледже глубокое гуманитарное обучение, в том числе искусства, практика проходит в мастерских и на факультетах, обучающиеся создают фильмы и спектакли, мастер-классы зачастую проводят известные режиссёры, актеры, мультипликаторы, писатели, ученые, психологи, богословы и другие.
В постоянную команду киноколледжа входят 11 человек, в том числе его основатель и художественный руководитель Алла Степанова. В качестве приглашенных лекторов выступали: Андрей Битов, Георгий Рерберг, Дмитрий Веденяпин, Михаил Алдашин, Федор Хитрук, Александр Пятигорский, Александр Княжинский, Юрий Арабов, Олег Генисаретский, Алексей Левинский, Кирилл Разлогов, Георгий Щедровицкий, Ольга Седакова, Юрий Норштейн, Андрей Хржановский, Андрей Зубов, Олег Янковский, Валерий Абрамкин, Владимир Бахмутский, Григорий Померанц, Андрей Звягинцев, Владимир Мотыль и многие другие.
Киноколледж является участником программы для школьников «Профессиональное обучение без границ». Ученики имеют возможность вместе с аттестатом получить свидетельство одной из профессий: фотограф, фотолаборант, механик по обслуживанию съемочной аппаратуры, съемщик мультипликационных проб, установщик декораций, костюмер.
Направления приема абитуриентов:
1. Предпрофильное отделение (7-9 класс) по выбранным профессиям: оператор, режиссёр, мультипликатор, продюсер, сценарист, актёр
2. Среднее профессиональное образование (колледж) по специальностям: «Актерское искусство» (мастерская «Актер»), «Кино- и телепроизводство» (мастерские «Режиссёр», «Оператор», «Сценарист», «Продюсер», "Режиссёр монтажа"), «Анимация»[20][15].

Этапы вступительных испытаний:
1. собеседование о мировоззрении и мотивах выбора профессии;
2. сценические задания на выявление памяти, воображения, энергетики, способности к взаимодействию;
3. практические задания, связанные с выполнением творческой работы в команде[15][14][21].

По окончании обучения выдается аттестат о среднем (полном) общем образовании и сертификат по выбранной профессии.

## Программы и проекты
Киношкола в рамках проекта «Ты не один!» проводит занятия с воспитанниками детских домов и интернатов, вместе ставят спектакли, концерты, создают мультфильмы, а также ученики показывают представления в домах престарелых. Проект реализуется с 1999 года и награждён орденом «Слава России», трижды побеждал на конкурсе социально значимых проектов Москвы.
В 2016 был осуществлён проект «Семейные встречи на берегу Ануя» совместно с общественной организацией «Астра» в алтайском селе Солонешное. Он представляет собой лагерь для семей с приемными детьми.
В рамках проекта «Скрытая история» ученики исследуют мемориальные места, описывают их историю и биографии связанных с ними людей, также обустраивают мемориальные захоронения и устанавливают знаки памяти.
Обучающиеся участвуют в создании социальных роликов «Безопасность в метро» и «От дома к школе».

## Известные выпускники
Московскую международную киношколу в различные годы оканчивали:
Алексей Песков, Всеволод Болдин, Юрий Колокольников,Янковский, Иван, Наталья Гудкова, Ксения Кутепова, Полина Кутепова, Андрей Кузичев, Ольга Понизова, Дарья Семенова, Валерий Тодоровский, Евгений Цыганов, Иван Голунов, Григорий Служитель, и другие .